# 상트르 벨
상트르 벨(프랑스어: Centre Bell, 영어: Bell Centre 벨 센터[*])은 캐나다 퀘벡주 몬트리올에 위치한 실내 경기장이다. NHL 카나디앵 드 몽레알의 홈경기장으로 사용되고 있다.

## NBA프리시즌 경기
| 날짜             | 팀1                       | 스코어         | 팀2                 |
| ---------------- | ------------------------- | -------------- | ------------------- |
| 2012년 10월 19일 | 뉴욕 닉스                 | 88 - 107       | 토론토 랩터스       |
| 2013년 10월 20일 | 보스턴 셀틱스             | 89 - 104       | 미네소타 팀버울브스 |
| 2014년 10월 24일 | 뉴욕 닉스                 | 80 - 86        | 토론토 랩터스       |
| 2015년 10월 23일 | 워싱턴 위저즈             | 82 - 92        | 토론토 랩터스       |
| 2018년 10월 10일 | 포틀랜드 트레일블레이저스 | 104 - 122      | 토론토 랩터스       |
| 2022년 10월 14일 | 토론토 랩터스             | 137 - 134 (OT) | 보스턴 셀틱스       |
| 2023년 10월 12일 | 디트로이트 피스턴스       | 128 - 125      | 오클라호마시티 선더 |
| 2024년 10월 6일  | 워싱턴 위저즈             | 98 - 125       | 토론토 랩터스       |